# 大岡清春
大岡 清春（おおおか きよはる、? - 延宝2年3月15日（1674年4月20日））は、江戸時代前期から中期の旗本。清和源氏新田氏族大岡氏分家の初代当主。諱は清春。通称は孫右衛門。父は大岡清勝（傳右衛門）。兄は大岡清政（傳左衛門）。正室は花井宗展（新五左衛門）の娘。継室は杉山正員（四郎右衛門）の娘。実子は大岡清沖、娘（花井定広の娘）。大岡清重の叔父にあたる。

## 生涯
大岡清勝の二男として生まれる。母は某氏。慶安3年9月3日（1650年9月28日）に召し出されて分家し、徳川家光に初御目見を済ませて当時の将軍嗣子徳川家綱附きの小十人となる。後に本丸附き小十人となる。承応元年12月18日（1653年1月17日）に蔵米100俵と月俸10口を賜る。
万治元年（1658年）に新番士となり、翌万治2年12月26日（1660年1月）には月俸を返還する代わりに蔵米250俵に加増される。
延宝2年（1674年）に死去。法名は宗雲。墓所は牛込の傳久寺。幕末の大奥御年寄の瀧山は清春の家系より出る。